# Cloisonnisme
| |  |  |
| Links: het cloissonistische De gele Christus, Paul Gauguin (1889). Rechts het synthetistische De talisman (1888) van Serusier. |  |  |

Het cloisonnisme of synthetisme is een door het symbolisme beïnvloede postimpressionistische schilderstijl. De benaming is afgeleid van email cloisonné, een decoratietechniek voor bijvoorbeeld vazen. 
De term cloisonnisme werd op 9 mei 1888 voor het eerst gebruikt door kunstcriticus Édouard Dujardin in een artikel in de Revue Indépendante. Kenmerkend voor het cloisonnisme zijn vooral de grote heldere kleurvlakken die worden gescheiden door donkere contourlijnen. Er is verder weinig aandacht voor een kloppend perspectief. De werken hebben een platte, tweedimensionale uitstraling. De gele Christus van Paul Gauguin geldt als het schoolvoorbeeld. Ook Louis Anquetin, Émile Bernard, Paul Sérusier, Vincent van Gogh en Meijer de Haan hebben in deze stijl geschilderd.
De term synthetisme hangt samen met het cloisonnisme, maar verwijst nadrukkelijker naar het streven om ideeën of gevoelens weer te geven, met veel aandacht voor esthetische vormgeving en minder voor natuurlijke vormen.

## Enkele voorbeelden

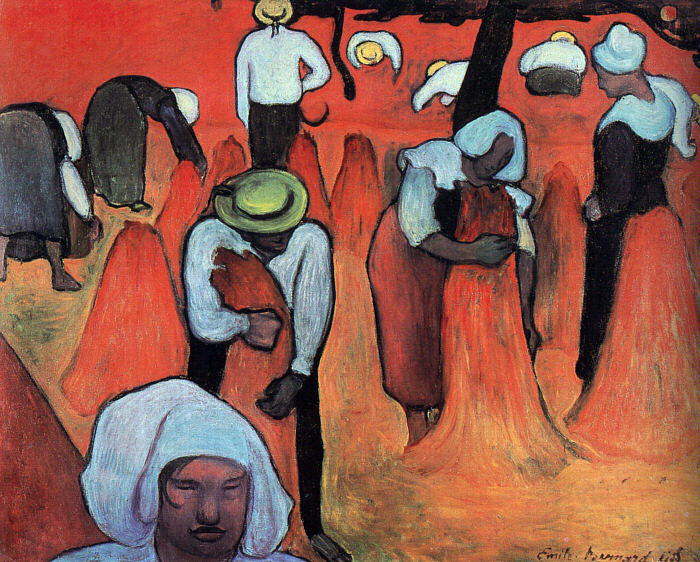
Boekweit oogsters, Émile Bernard 1888
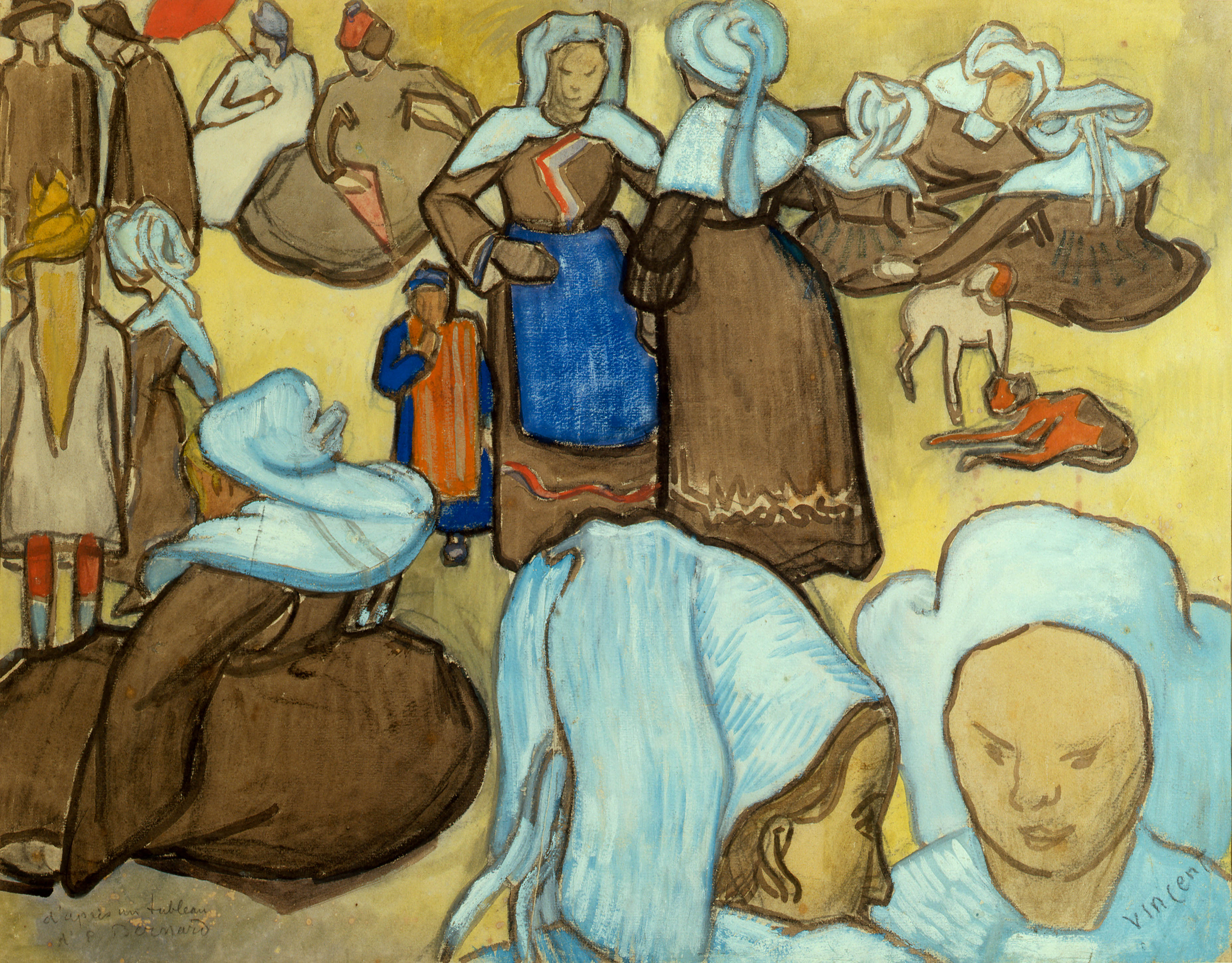
Bretonse vrouwen en kinderen, Vincent van Gogh 1888
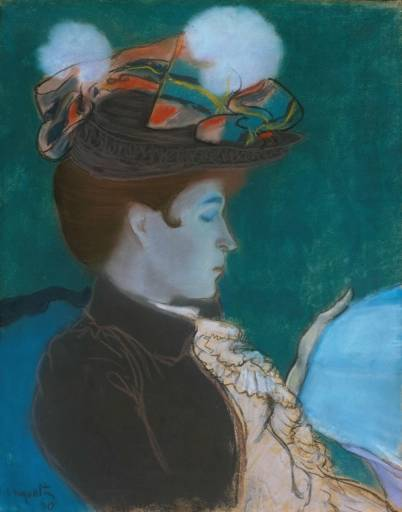
Lezende vrouw, Louis Anquetin 1890
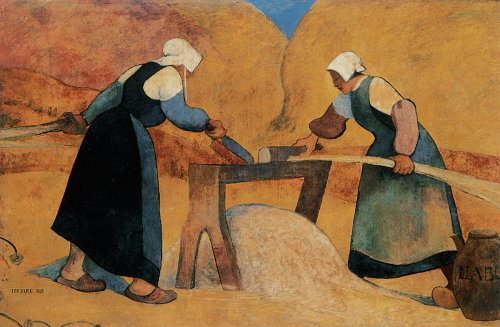
Het uittrekken van vlas, Meyer de Haan 1889.